# Банки с супом Кэмпбелл
Банки с супом Кэмпбелл (англ. Campbell’s Soup Cans) — работа американского художника Энди Уорхола, созданная в 1961—1962 годах. Произведение состоит из тридцати двух полотен 51 x 41 см, каждое из которых изображает одну из предлагаемых на тот момент разновидностей супов компании «Кэмпбелл». Некоторые холсты Уорхол создал с помощью метода гравировки, — полумеханизированной трафаретной печати в неживописном стиле. Фокус работы на предмете массовой культуры способствовал популярности поп-арта в США.
Помимо основной деятельности в качестве коммерческого иллюстратора, Уорхол реализовал себя как автор, издатель, художник и режиссёр. Работа «Банки с супом „Кэмпбелл“» была впервые представлена общественности 9 июля 1962 года на персональной выставке художника в лос-анджелесской Галерее «Ферус», куратором которой выступил Ирвинг Блум. Экспозиция ознаменовала дебют поп-арта на Западном побережье США, однако полумеханизированный процесс создания, нехудожественный стиль и коммерческий сюжет работы Уорхола вызвали возмущение среди критиков. Обыденный коммерциализм картин контрастировал с превалирующим в послевоенной Америке артистическим движением абстрактного экспрессионизма, поощряющем выражение эмоций художника на работе. Подобное противоречие породило дебаты о достоинствах картины и этической подоплёке её создания. Мотивы Уорхола как артиста также вызывали сомнения у критиков и обсуждаются до сих пор. Работа «Банки с супом „Кэмпбелл“» привлекла внимание к Уорхолу и его творчеству, что помогло ему вырасти из состоявшегося коммерческого иллюстратора в заметного художника, непохожего на других восходящих звёзд поп-арта. Несмотря на то, что коммерческий спрос на работы Уорхола возник не сразу, художник стал настолько тесно ассоциироваться с изображением картин, что его имя стало использоваться как синоним к картинам серии «Банки с супом „Кэмпбелл“».
В последующие годы Уорхол продолжил создавать изображения банок с супом «Кэмпбелл». Помимо этого, художник рисовал другие работы, вдохновляясь изображениями из мира коммерции и масс медиа. Обычно название «Банки с супом „Кэмпбелл“» относится как к оригинальным тридцати двум холстам, так и к рисункам и картинам более позднего периода. Благодаря популярности целой серии тематически близких картин, Уорхол стал самым признанным художником американского поп-арта и самым высокооплачиваемым американским артистом того периода.

## Начало карьеры

### Художественная жизнь Нью-Йорка
Уорхол переехал в Нью-Йорк сразу после окончания Колледжа Изящных Искусств при Университете Карнеги-Меллона. Художник быстро добился успеха в качестве коммерческого иллюстратора, его первый рисунок был опубликован летом 1949 года в журнале Glamour. Первая персональная выставка Уорхола состоялась в 1952 году в галерее «Бодлей», на которой экспонировались работы, посвящённые произведениям Трумена Капоте. Вплоть до 1955 года Уорхол отслеживал фотографии из коллекции Нью-Йоркской публичной библиотеки с помощью нанятого помощника Натана Глюка и воспроизводил их через прессинг мокрых чернил на прилегающую бумагу — процесс, который художник практиковал со времён учёбы в Университете Карнеги. Выставки работ Уорхола регулярно проводились на протяжении 1950-х годов, в том числе и в Нью-Йоркском музее современного искусства.

### Поп-арт
Начиная с 1960 года Уорхол начал создавать полотна на тему комиксов. В конце 1961 года художник начал практиковать метод шелкографии, которому его обучил глава издательства «Tiber Press» Флориано Веччи. Обычно создание работы начинается с трафаретного рисунка, которым также может послужить увеличенная фотография. Затем на сетку, натянутую на раму, наносится фотоэмульсия, которая засвечивается с помощью ультрафиолета. Через свободные от эмульсии участки прокатываются чернила. В результате на экране отпечатывается позитивное двухмерное изображение трафарета. Полотна «Банки с супом „Кэмпбелл“» стали одними из первых работ Уорхола, выполненными методом шелкографии. Первой работой была картина «Один доллар США», части которой были выполнены с помощью трафарета, разного для каждого используемого цвета. После того как «Банки с супом» обрели популярность, Уорхол начал конвертировать фотографии в трафаретную печать.

«Банки с супом „Кэмпбелл“» (Томатный вкус), 1962 год. Подобные трафареты стали основной для трафаретной печати

Уорхол переключился с производства комиксных поп-арт трафаретов на изображение банок с супом для избежания конкуренции с более известным художником поп-арта Роем Лихтенштейном. Однажды Уорхол сказал: «Я должен делать что-то, что будет иметь большое влияние и достаточно отличаться от работ Лихтенштейна и Джеймса Розенквиста, что-то, что будет очень личным и не будет выглядеть так, как будто я делаю что-то похожее на их работы».
Уорхол работал над серией «Банки с супом „Кэмпбелл“» с ноября 1961-го по март 1962 года. В феврале в галерее Лео Кастелли открылась аншлаговая выставка мультяшных изображений Роя Лихтенштейна, из-за чего Уорхол лишился возможности экспонировать свои собственные работы — ещё в 1961 году Кастелли посетил галерею Уорхола и сказал, что холсты художника слишком схожи с полотнами Лихтенштейна. Работы Уорхола и Лихтенштейна отличались по сюжету и технике, поскольку Уорхол увлекался юморными поп-арт карикатурами (такими как Моряк Попай), а картины Лихтенштейна изображали стереотипных героев и героинь на основе приключенческих и романтических комиксов. Однако Кастелли всё равно отказался представлять двух художников одновременно. Сразу после выставки Лихтенштейна, в апреле в галерее Аллана Стора открылась персональная экспозиция художника Уэйна Тибо, посвящённая американской еде. Уорхол боялся, что тематика их с Тибо работ слишком похожа, и впоследствии публика не оценит новаторство «Банки с супом „Кэмпбелл“». По этой причине художник принял решение экспонировать серию как можно скорее и рассматривал для этих целей галерею «Бодлей», однако её директор не оценил поп-арт Уорхола. В 1961 году артисту предложили принять участие в выставке трёх художников галереи Аллана Стона совместно с Розенквистом и Робертом Индианой, однако все три художника были оскорблены этим предложением.
Ирвинг Блум стал первым художественным агентом, согласившимся представлять «Банки с супом „Кэмпбелл“». Блум посещал Уорхола в декабре 1961 года и в мае 1962-го, когда имя художника упомянули в статье журнала Time «Школа „Куска Торта“» вместе с Лихтенштейном, Розенквистом и Уэйном Тибо. Уорхол стал единственным художником, чью трафаретную работу «200 Однодолларовых купюр» использовали для иллюстрации статьи. В этот же день Блум впервые увидел десятки полотен «Банки с супом „Кэмпбелл“», включая «Сто банок с супом». Художественный агент был шокирован тем, что у Уорхола не было контрактов ни с одной галереей и предложил ему выставить работы в июльской коллекции галереи «Ферус». Блум заверил Уорхола, что недавно основанный журнал Artforum, офис которого располагался прямо над галереей, осветит выставку в одной из своих статей. Экспозиция в галерее «Ферус» стала не только первой персональной поп-арт выставкой Уорхола, но также первой поп-арт экспозицией на западном побережье. Девятого июня 1962 года Блум написал Уорхолу, что открытие выставки назначено на 9 июля. В ноябре этого же года поп-арт работы Уорхола «Диптих Мэрилин», «Зелёные бутылки „Кока-колы“» и «Банки с супом „Кэмпбелл“» выставили в Нью-Йоркской галерее Элеонор Уорд.

## Премьера
Уорхол отправил Блуму 32 холста, каждый из которых изображал одну из представленных на тот момент суповых разновидностей компании «Кэмпбелл». В отправленной 26 июня 1962 года открытке Ирвинг Блум пишет: «32 картины прибыли сегодня и выглядят замечательно. Я настоятельно советую установить на них низкую цену во время первоначальной экспозиции». Все тридцать два полотна очень похожи, каждое из них детально изображает суповые вариации компании «Кэмпбелл». В большинстве случаев цветовая гамма состоит из красных и белых красок, отпечатанных на белом фоне с помощью трафарета. Основное отличие между полотнами заключается в разном стиле оформления вкусовых названий на банках. Большинство надписей сделаны на красном фоне, однако четыре вида супов сделаны на чёрном. Так, «Клэм-чаудер» имеет чёрную подпись в скобках под названием сорта, которая гласит «Манхэттенский клэм-чаудер», означающая, что в основе супа находится томат и суп, в отличие от новоанглийского стиля с кремовой начинкой. На банке с говяжьим супом размещена чёрная круглая надпись в скобках под названием сорта «С овощами и ячменём». «Перловый суп» имеет чёрную круглую надпись в скобках под названием сорта «Сытный суп». На банке с супом «Минестроне» виднеется чёрная круглая надпись «Овощной суп в итальянском стиле». Также «Говяжий Бульон» и «Консоме (Говядина)» различаются красными буквами в скобках. Несмотря на то что размеры шрифта в названиях разновидностей супов различаются только незначительно, существует несколько заметных стилистических различий в самом шрифте. Так, надпись на банке «Старомодный томатный суп с рисом» сделана строчными буквами, которые немного отличаются от букв названия сорта. Однако существуют и другие стилистические отличия. Так, в надписи «Старомодный Томатный суп с рисом» слово «Суп с рисом» расположено ниже на банке, на месте декоративных звездообразных символов, которые имеются на других 31 разновидностей супов из серии. Также «Сыр Чеддер» имеет два похожих на баннеры дополнения. Так, в центре слева есть небольшая золотая надпись «Новинка!», а в центре посередине похожая надпись гласит «Также великолепен в качестве соуса!»
Открытие выставки состоялось 9 июля 1962 года, однако Уорхол не смог присутствовать на церемонии. Тридцать два холста, изображающие банки с супом, были соединены в одну сплошную линию. Композиция напоминала продуктовую полку, поскольку каждое из полотен находилось на раздельных узких выступах. Выставка Уорхола вызвала беспрецедентный общественный резонанс, однако мнения о его работах разделились. У посетителей сложилось неоднозначное мнение по поводу картин художника. Статья Джона Копланса в Artforum также призывала людей посетить выставку Уорхола. Повторяя внешний вид уже изготовленных объектов, работа Уорхола вызвала неоднозначную популярность у большого круга людей, даже несмотря на то, что общее количество посетителей выставки было не так велико.
Имя Уорхола стало всё чаще упоминаться в художественных кругах, в основном контексте дебатов о вкладе и этической составляющей картин, изображающих обыденность коммерциализма. Идея, что артист способен сузить форму искусства до эквивалента похода в местный продуктовый магазин, казалось немыслимой некоторым представителям художественной элиты. Однако подобная популярность никак не повлияла на увеличение доходов Уорхола. Актёр Деннис Хоппер стал первым из только полдесятка желающих заплатить 100 долларов за одно полотно. Однако Ирвинг Блум принял решение сохранить все тридцать два холста и выставлять их как единое целое. Для этого он даже выкупил обратно несколько уже проданных картин. Видение Блума совпадало с мнением Уорхола, который изначально воспринимал все тридцать два изображения как единое целое и согласился продать холсты Блуму в рассрочку на десять месяцев с ежемесячным платежом в 100 долларов. Это стало важным этапом в художественной карьере Уорхола, даже несмотря на то, что спорная репутация художника привела к отмене запланированной на декабрь 1962 года выставки его работ в престижной галерее Марты Джексон.
Выставка в галерее «Ферус» закрылась 4 августа 1962 года, за день до смерти Мэрилин Монро. Ещё со времён фильма «Ниагара» Уорхол регулярно выкупал права на использование изображения Монро. Впоследствии художник обрезал эти фотографии и использовал их для создания одной из самых известных своих картин — портрета Мэрилин. Несмотря на то что Уорхол продолжил создавать изображения коммерческих объектов (таких как банки из-под кофе «Мартинсон», бутылки «Кока-Колы», Зелёные марки S&H, банки с супом «Кэмпбелл»), он вскоре стал знаменитым как художник, рисующий знаменитостей. В октябре 1963 года его работы, посвящённые Элвису Пресли и Элизабет Тейлор, были вновь выставлены в галерее Блума. Будучи поклонниками творчества Уорхола, Деннис Хоппер и его жена Брук Хейворд организовали вечеринку в честь открытия выставки.
Для Уорхола порядок вывески картин из серии «Банки с супом „Кэмпбелл“» не был принципиален. По этой причине кураторы постоянной экспозиции Нью-Йоркского музея современного искусства приняли решения выставлять их в хронологическом порядке изготовления компанией «Кэмпбелл». Первым в верхнем левом углу шёл выпущенный в 1897 году «Томатный суп». В апреле 2011 года кураторы изменили порядок экспонирования полотен, переместив «Клэм-Чаудер» в правый верхний угол и повесив «Томатный вкус» в нижний угол четырёх рядов.

## Мотивация

Пример одного из вариантов размещения полотен, сделанный Блумом в 1962 году перед выставкой

Существует несколько анекдотических историй, почему Уорхол выбрал консервные банки в качестве объекта своих картин. Одна из причин — это отказ от комиксных работ из-за нежелания конкурировать с Роем Лихтенштейном и последующий поиск новых художественных решений. Согласно одному из коммерческих консультантов Уорхола в 1950-е Теду Керею, идеи для двух самых популярных картин художника («Банки с супом „Кэмпбелл“» и «Один Доллар») придумала Мюриель Латов — набирающая популярность декоратор интерьеров и владелица художественной галереи в Верхнем Ист-Сайде. Она сказала Уорхолу, что тот должен нарисовать «что-то, что ты видишь каждый день и что-то, что каждый узнаёт. Что-то вроде банки с супом „Кэмпбелл“». Присутствующий при разговоре Тед Керей позже вспоминал, что в ответ Уорхол воскликнул: «О, звучит сказочно!» В архиве музея Энди Уорхола хранится чек на 50 долларов, датированный 23 ноября 1961 года, который подтверждает версию Керея. Согласно этой истории, на следующий день Уорхол пошёл в супермаркет и купил все разновидности супа «Кэмпбелл», которые Керей увидел собственными глазами на следующий день. Когда арт-критик Г. Свенсон спросил Уорхола в 1963 году о том, почему он предпочёл нарисовать банки с супом, художник ответил: «Я ел их регулярно, у меня был один и тот же обед каждый день на протяжении последних двадцати лет».
Другой случай влияния Мюриель Латов на Уорхола относится к картине «Один доллар». Она спросила художника, что он любит больше всего. После того как Уорхол ответил «деньги», Латов предложила ему нарисовать американский доллар. В интервью для лондонского журнала «The Face» в 1985 году, Давид Ярриту спросил Уорхола о цветах, которые мама художника вырезала из консервных банок. В ответ Уорхол упомянул, что это стало одной из причин, повлиявшей на его выбор тематики картин:

Давид Ярриту: Я слышал, что ваша мать делала небольшие цветы из консервных банок и продавала их, чтобы поддержать вас в начале карьеры.
Энди Уорхол: О боже, да, это правда, консервные цветы были сделаны из банок из под фруктов, поэтому я и нарисовал консервные банки… [Чтобы их изготовить] Нужно взять консервную банку, чем больше тем лучше, особенно такие большие куда входят по половине персика, и, мне кажется, резать их ножницами. Это очень просто и из таких банок можно делать цветы. У моей мамы всегда хранилось большое количество консервных банок от супа
Согласно другим версиям, решение Уорхола нарисовать банки было обусловлено его любовью к консервному супу. Так, Роберт Индиана однажды сказал: «Я знаю Энди очень хорошо. Причина по которой он нарисовал банки с супом — это его собственная любовь к этому супу». Другие также отмечали, что Уорхол рисовал только те вещи, которые он любил. Так, ему нравился суп «Кэмпбелл», кока-кола, деньги, и он восхищался кинозвёздами. Поэтому все эти вещи отразились в его работах. Другой близкий к Уорхолу источник подтвердил, что художник ежедневно употреблял суп «Кэмпбелл» и Кока-колу, поэтому идея об обыденном коммерциализме к нему пришла от скапливающимися на его столе консервных банок и бутылок.
Нарисованные холсты «Банки с супом „Кэмпбелл“» не были заказанной рекламой компании «Кэмпбелл». Несмотря на то, что на тот момент «Кэмпбелл» принадлежало четыре из пяти проданных банок готового супа в США, Уорхол предпочёл, чтобы компания не была вовлечена, «поскольку с любым коммерческим вмешательством главный смысл картины будет потерян». Однако к 1965 году Уорхол был настолько известен, что компания предоставила ему оригиналы наклеек для оформления приглашений на персональную выставку. Впоследствии компания «Кэмпбелл» проспонсировала создание одного из холстов. С учётом моды на бумажную одежду возникшую во второй половине 1960-х годов, компания в рекламных целях выпустила бумажное «Супер-платье» (англ. Souper Dress), на основе этой серии картин Уорхола.

## Посыл
Уорхол был высокого мнения о повседневной культуре и воспринимал абстрактный экспрессионизм как игнорирование великолепия современности. Серия работ «Банки с супом „Кэмпбелл“», как и другие произведения художника, позволили Уорхолу воплотить в жизнь позитивное видение современной культуры. Работы артиста лишены эмоционального и социального подтекста. С такой точкой зрения не согласен историк искусства Клаус Хоннеф, по мнению которого, для художника были важны социальные мотивы (среди прочего Уорхол изучал социологию), так как специфические темы и образы, введённые им в искусство были значительной составляющей жизни среднего класса, представителем которого был и он сам. По наблюдению Джона Коплэнса, поп-арту присуща критика общества потребления и коммерции: «Знаменитые портреты супа „Кэмпбелл“ могут быть прочитаны как ироническая метафора образа современного человека, того, как унифицировано теперь выглядят сами люди». Стиль подразумевался нейтральный, без следов личностной экспрессии. Взгляды художника на тему повседневности в искусстве выражены в статье журнала Time: «…группа художников пришла к общему заключению, что самые банальные и даже вульгарные атрибуты современной цивилизации могут при перенесении на холст стать Искусством».
Поп-арт Уорхола отличался от серийных картин таких художников, как Клод Моне, которые использовали серийность для репрезентации различия в восприятиях и иллюстрации таланта художника в воспроизводстве изменений во времени, свете, сезоне и погоде. В настоящее время творчество Уорхола воспринимается как репрезентация современной эры коммерциализма и беспорядочной «одинаковости». Когда Уорхол впервые показал картины, они не были «реалистичными». Его последующие цветовые вариации были практически издевательством над «различием в восприятиях». Его адаптация псевдо-индустриальной трафаретной техники также шла вразрез с демонстрацией тонкости в серийных работах. Уорхол предпринял попытку отвергнуть концепции инноваторства и творческих вариаций, создавая видимость того, что его картины были напечатаны, и он систематически воссоздавал недостатки. Благодаря серии «Банки с супом „Кэмпбелл“» Уорхол избежал тени творчества Лихтенштейна. Хотя серия «Банки с супом» не была настолько шокирующей и вульгарной, как его ранние произведения в стиле поп-арт, работы Уорхола оскорбили чувства представителей артистической элиты, которые поощряли интимные проявления художественного выражения.
Явно контрастируя с такими известными изображениями, как фруктовые корзины Караваджо, плюшевые персики Жан-Батиста Шардена или яркие композиции из яблок Поля Сезанна, «Банки с супом „Кэмпбелл“» вызывали мурашки у представителей мирового арт-сообщества. Идея превращения в высшей степени узнаваемых предметов поп-культуры в искусство казалась достаточно нелепой. Поэтому вполне резонно, что достоинства и этическая составляющая работы Уорхола широко обсуждались даже среди артистов, не видевших работу лично. Поп-арт Уорхола может отнести к популярному в то время минимал-арту, поскольку оба движения пытаются отнести и отобразить предметы в их наиболее упрощённой, сразу узнаваемой форме. Поп-арт уничтожает полутона и обертоны, которые могут могут ассоциироваться с личностными представлениями художника.
Творчество Уорхола оказало большое влияние на концепцию художественной оценки. Вместо гармоничного трёхмерного расположения объектов артист выбрал механические производные коммерческой иллюстрации с акцентом на упаковке. Так, его вариации на тему многочисленных банок с супом сделали технику повторения сюжета достаточно популярным среди художников. «Если вы возьмёте банку „Кэмпбелл“ и повторите её пятьдесят раз, вас не заинтересует само изображение. Согласно Марселю Дюшану, вас заинтересует концепция, которая положила на холст пятьдесят банок супа „Кэмпбелл“». Оформленные баночные изображения практически стали абстракцией, детали которой менее важны, чем сама панорама. В каком-то смысле репрезентация оказалась более важной, чем репрезентируемый предмет. Интерес Уорхола к механизированному созданию произведений не был понят другими артистами, чья система ценностей исключала механизацию творческого процесса.
В Европе работу Уорхола восприняли как подрывную марксистскую сатиру на американский капитализм и критику поп-арта. Однако взгляды Уорхола были достаточно аполитичные, что указывает на маловероятность подобных версий. Похоже, что поп-арт Уорхола был ничем иным, как попыткой привлечь внимание к своей работе.
После того, как работа Уорхола стала популярной в медиапространстве, художник стал создавать собственный имидж поп-персоны. Артист начал одеваться в подростковом стиле, полностью погружаясь в поп-культуру, такую как рок-н-ролльные шоу и фан-журналы. В то время как другие артисты использовали технику серийных работ для демонстрации своих навыков в изображении вариаций, Уорхол совмещал техники «повторения» с «однообразием» для передачи своей любви к объекту картин.

## Вариации

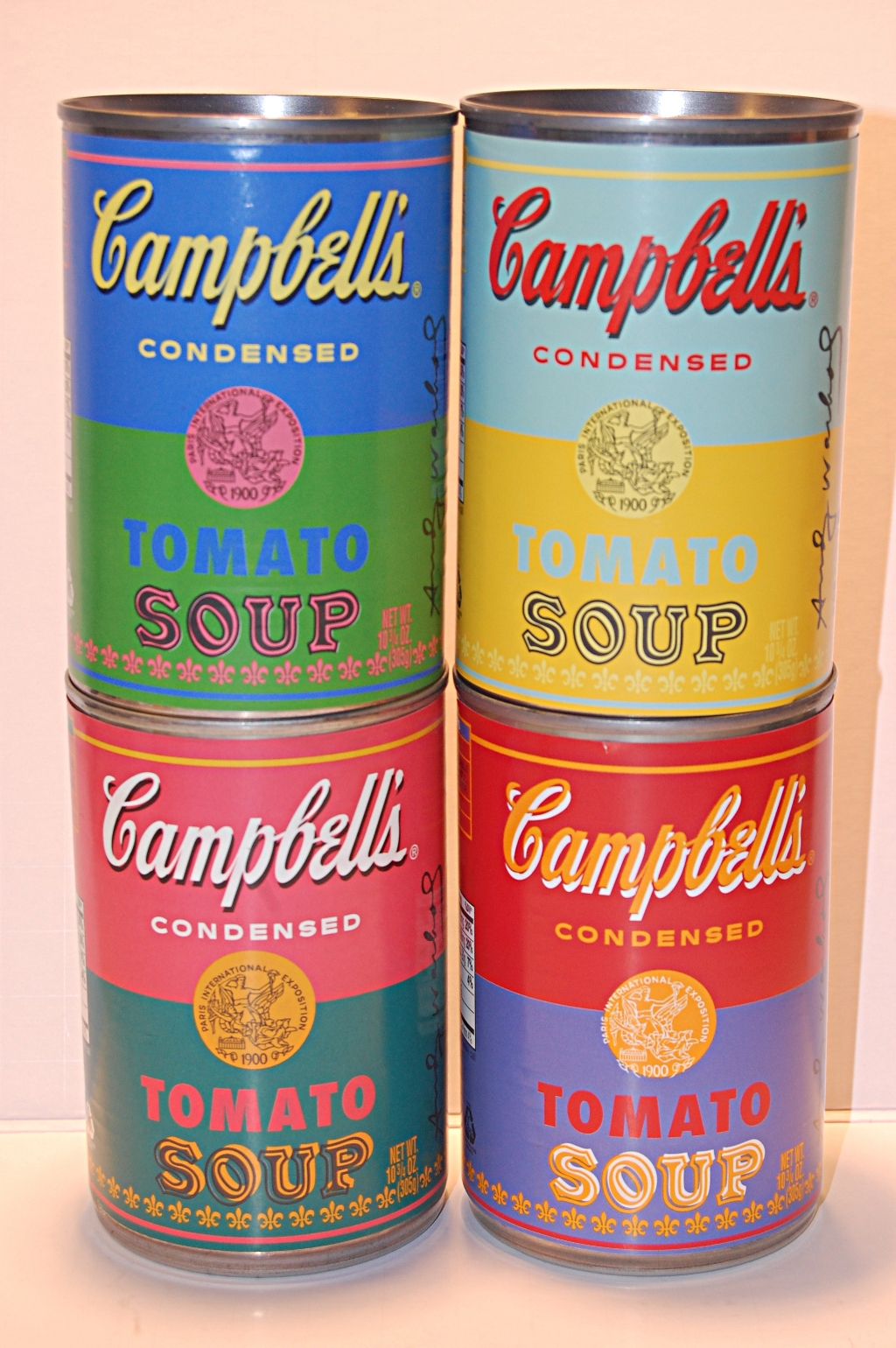
Настоящая банка томатного супа «Кэмпбелл», созданная к 50-летию со дня создания полотен Уорхола

После успеха оригинальной серии Уорхол продолжил изображать банки с супом «Кэмпбелл». Несмотря на видимое разнообразие — размер картин варьировался от 51 сантиметра (20") до 1,8 метра (6 футов) — все работы из этой категории относятся к серии «Банки с супом „Кэмпбелл“». Обычно банки изображались лишёнными недостатков, однако иногда Уорхол добавлял разорванные или отслаивающиеся этикетки, раздробленные банки или открытые жидкости. Помимо этого, художник мог изобразить относящиеся к еде предметы, такие как миску с супом или открывашку. В некоторых случаях художник мог изображать похожие предметы без добавления банок с супом, как было в случае с картиной «Коробка с томатным соком „Кэмпбелл“», которая не является частью серии, но тематически схожа. Многие из этих работ производились в «студии Уорхола „Фабрика“».
За два дня до смерти Уорхола в 1987 году, Ирвинг Блум заключил соглашение с Национальной галереей искусства в Вашингтоне о включении работ Уорхола в постоянную экспозицию. Однако в настоящее время оригинал картины «Банки с супом „Кэмпбелл“» являются частью постоянной экспозиции Нью-Йоркского музея современного искусства.Произведение «Банки с супом “Кэмпбелл” часть 2» экспонируется в Чикагском Музее современного искусства. Самая большая компиляция работ Уорхола «200 банок с супом „Кэмпбелл“» (1962 год) хранится в частной коллекции Джона и Кимико Пауэрс. Работа состоит из 10 строк и 20 колонок, изображающих различные вкусовые вариации супа. Художественные эксперты рассматривают полотно как одно из самых значительных поп-арт произведений представителей поп-культуры, минимализма, концептуального искусства, включая Джаспера Джонса. Похожая композиция «Сто Банок с супом „Кэмпбелл“» находится в коллекции Художественной галереи Олбрайт-Нокс. Самой первой работой из серии является созданная в 1961 году с помощью чернил, темперы и мелка картина «Банка с супом „Кэмпбелл“ (Томатный рис)».

Коробка с томатным соком «Кэмпбелл». Вторая выставка Уорхола в Нью Йорке, Галерея Стейбл, апрель 1964 года

В большинстве своих работ, включая оригинальную серию полотен, Уорхол значительно упростил находящийся на обложке золотой медальон, заменив парные аллегорические фигуры плоским жёлтым диском. В большинстве вариаций единственный намёк на трёхмерность — это затемнение на жестяной крышке банки, в остальных случаях изображение предстаёт плоским. Картины, изображающие банки с разорванными надписями, воспринимаются критиками как метафора конечности жизни, такие работы часто оценивались критиками как экспрессионистские.
В 1970 году картина Уорхола «Большая Банка супа „Кэмпбелл“ (овощная говядина)» (1962 год) побила мировой рекорд по начальной цене в 60 000 долларов в «Парке-бернет» — самом выдающемся аукционном доме того времени . Спустя пару месяцев соперник художника за одобрение в мире искусства Лихтенштейн побил рекорд Уорхола, продав «Большую картину № 6» за 75 000 долларов.
В мае 2006 года, картина Уорхола «Маленькая порванная суповая банка (Горшок с перцем)» 1962 года была продана за 11 776 000 долларов, установив мировой аукционный рекорд за продажу картину из серии «Банки с супом „Кэмпбелл“». Картина была приобретена для коллекции американского миллиардера Эли Брода, человека, который однажды установил рекорд за самую большую кредитную транзакцию, заплатив 2 500 000 долларов с карты American Express за картину Лихтенштейна «Я.. Я извиняюсь». В 2006 году аукционный дом Кристис продал картину Уорхола «Маленькая банка с супом с порванной наклейкой» за 11 800 000 долларов. В тот весенне-осенний сезон Кристис продала работы импрессионизма, модернизма, послевоенного и современного искусства общей стоимостью в 438 768 924 долларов.
Большое количество созданных с помощью трафаретов картин, популярность Уорхола, общая ценность его работ и разнообразие используемых жанров привело к созданию Аутентификационной палаты работ Энди Уорхола для сертифицирования аутентичности его работ.
7 апреля 2016 года семь картин из серии «Банки с супом „Кэмпбелл“» были украдены из Художественного музея города Спрингфилд. Тогда Федеральное бюро расследований назначило награду в 25 000 долларов за информацию об украденных полотнах.

## Заключение
Исследователи творчества Уорхола выделяют три основных периода в создании серии «Банки с супом „Кэмпбелл“». Первый этап относится к 1962 году, во время которого художник начал создавать реалистичные картины и многочисленные карандашные зарисовки. В 1965 году Уорхол пересмотрел основную тематику серии, произвольно заменяя красные и белые цвета на более широкий спектр оттенков. В конце 1970-х Уорхол снова вернулся к изображению банок с супом, пробуя методы инверсии и реверсии. Некоторые критики считают, что работы Уорхола созданные после покушения 1968 года менее значимы, чем созданные в первые годы творчества.
|                                                                          |                                                                            |
| Специальное издание «Банок с супом „Кэмпбелл“» с автографом Энди Уорхола | Стритарт-работа в Екатеринбурге, создана в рамках фестиваля «Стенограффия» |

Самые знаменитые изображения банок с супом «Кэмпбелл» относятся к первому периоду творчества Уорхола. Ещё большую известность художнику принесла серия трафаретных портретов знаменитостей. Наиболее часто Уорхол изображал Элвиса Пресли, Мэрилин Монро, Лиз Тейлор и Жаклин Кеннеди. Помимо художественной деятельности, Уорхол состоялся как кинематографист, автор и коммерческий иллюстратор. Ему единолично посвящена экспозиция крупнейшего художественного музея одного художника в Соединённых Штатах в 1994 году. Многие художественные выставки Уорхола включают кадры его кинематографических работ, которые, по мнению некоторых критиков, являются более выдающимися чем его художественные произведения. Другие представители арт сообщества отмечают, что Уорхол не был самым выдающимся художником своего времени. Тем не менее, методам Уорхола подражали самые искусные артисты 1960—1980-х годов, а его работы по-прежнему продаются за высокую цену.